# Johanna Ordóñez
Johana Edelmira Ordóñez Lucero (Guayaquil, Ecuador, 12 de diciembre de 1987) es una atleta ecuatoriana especializada en marcha atlética en la prueba de 20 y 35 km
Además de deportista, esta guayaquileña estudio en la Universidad Católica de Cuenca de la ciudad homónima, donde reside desde su infancia. Graduada en 2006 de CEDFI (Comunidad Educativa de Formación Integral). 
Practica atletismo desde 2002. Está afiliada a la Federación Deportiva de  Guayas, entidad en donde es reconocida como una de las más destacadas deportistas. Formó parte de la delegación ecuatoriana para los Juegos Olímpicos de Pekín 2008, donde ocupó el puesto 35 en la prueba femenina de los 20 kilómetros. Además es Campeona de los Juegos Panamericanos de Lima 2019 con un Récord Panamericano en los 50 km de 4:11.12
Encontramos a Johana cumpliendo con entrenamientos normales , o en una sesión de estiramiento en la pista de Jefferson Pérez. Johana  de Cuenca, es madre  de dos niñas pero sigue manteniéndose siendo una gran deportista aunque para ella es difícil, ser madre y ser deportistas al mismo tiempo. Con sus propias palabras dijo así en una entrevista "Si quiero ser una deportista élite hay que esforzarse mucho en lo que es el deporte, así tampoco puedo descuidar de mi hijas Briana Samantha y Tiffany Melissa que con la ayuda de Dios y la de mi familia he podido combinar las actividades".
Por otra parte siempre recuerda la frase del que fue su primer entrenador, Luis Chocho '' cabeza fría corazón ardiente '' 
Johanna, desde septiembre del 2020 empezó a entrenar con el entrenador Español Paquillo Fernández y periódicamente se desplaza a España a entrenar con el grupo de su entrenador, aunque sigue viviendo entre Cuenca y Guayaquil. 
Después de su cambio de entrenador y con un año de adaptación , ha conseguido en la temporada 2022 ser 9 en el Mundial de Marcha en Omán 2022 y Campeona Mundial por equipos en la prueba de 35 km. Además de hacer una marca personal en 20 km de 1:29:58  , siendo la  segunda marchadora más rápida de la historia de Ecuador, en la prueba corta de la marcha.

## Marcas personales
| Mejores marcas personales | Mejores marcas personales | Mejores marcas personales    | Mejores marcas personales |
| Distancia                 | Tiempo                    | Lugar                        | Fecha                     |
| ------------------------- | ------------------------- | ---------------------------- | ------------------------- |
| 10 km                     | 45:02”                    | Getafe,Madrid España         | 12 de diciembre de 2021   |
| 20 km                     | 1h:29:58                  | Podebrady República Checa 🇨🇿 | 2 de abril de 2022        |
| 35 km                     | 2h:49:26                  | Lima, Perú                   | 6 de febrero de 2022      |
| 50 km                     | 4:11:12                   | Lima Perú                    | 11 de agosto de 2019      |
| 5 km                      | 21:46                     | Toledo España                | 6 de noviembre de 2021    |